# لاري ماك داف
لاري ماك داف (بالإنجليزية: Larry Mac Duff)‏ هو لاعب كرة قدم أمريكية أمريكي، ولد في 22 يونيو 1948 في كلينتون في الولايات المتحدة.